# Kailia Posey
Kailia Lexis Posey (19. dubna 2006 Las Vegas, Nevada, USA – 2. května 2022 Blaine, Washington, USA) byla americká účastnice soutěží krásy a osobnost reality show, nejlépe známá pro z pořadu Malé královny krásy na stanici TLC.

## Kariéra
Proslavila se ve věku pěti let díky své účasti v reality show Malé královny krásy (v originále: Toddlers & Tiaras), která se zabývala zákulisím dětských soutěží krásy a rodin účastnic. Pořad se natáčel v letech 2009 až 2013. V roce 2019 si zahrála menší filmovou roli v hororu Eli. Vyhrála několik státních soutěží krásy.

## Smrt
Dne 2. května 2022 byla nalezena mrtvá ve státním parku Birch Bay v Blaine ve státě Washington. Její smrt byla označena za sebevraždu oběšením.

## Filmografie

### Filmy
- Eli (2019)

### Televize
- Malé královny krásy (2010, 2011, 2016)